# Ryszard Kraus
Ryszard Kraus (Bestwina, 30 juni 1964 – aldaar, 3 november 2013) was een profvoetballer uit Polen, die zijn actieve carrière in 1996 beëindigde bij LKS Bestwina in zijn vaderland. Hij speelde als aanvaller, en kwam onder meer uit voor Odra Wodzisław, GKS Jastrzębie, Górnik Zabrze en GKS Tychy.

## Interlandcarrière
Kraus kwam in totaal vier keer (geen doelpunten) uit voor de nationale ploeg van Polen in de periode 1991–1992. Hij maakte zijn debuut op 5 februari 1991 in de vriendschappelijke uitwedstrijd tegen Noord-Ierland (3-1). Hij moest in dat duel in de rust plaatsmaken voor Tomasz Dziubiński. Hoewel hij geen officiële interlandtreffer op zijn naam heeft staan, scoorde Kraus toch voor de nationale ploeg; dat was in de officieuze oefeninterland tegen Litouwen (2-0) op 25 maart 1992, toen hij in Rydułtowy de score opende in de 39ste minuut.
Hij overleed op 49-jarige leeftijd.